# Henri Dievenbach
Hendrikus Anthonius (Henri) Dievenbach (Haarlem, 25 juli 1872 – Laren, 16 januari 1946) was een Nederlands schilder en tekenaar. Hij signeerde zijn werk met H.A. Dievenbach.

## Leven en werk
Dievenbach was een zoon van Hendricus Anthonius Dievenbach en Christina de Wilde. Zijn vader was hoofdopzichter van het Paviljoen Welgelegen in Haarlem, waar een deel van de schilderijencollectie van het rijk werd bewaard, en vervolgens van het toen nieuwe Rijksmuseum Amsterdam.
Dievenbach bezocht de tekenschool in Haarlem en de kunstnijverheidsschool in Amsterdam. Hij vervolgde zijn opleiding aan de Rijksakademie van beeldende kunsten (1892-1896) in Amsterdam als leerling van onder anderen August Allebé en Nicolaas van der Waay. Hij trouwde in 1897 met Maria Elisabeth Christina ter Weeme (1866-1943), zus van de schilder Theo ter Weeme. Het gezin verhuisde in 1899 naar Hilversum en in 1910 naar Laren.
De kunstenaar tekende en schilderde figuratief in een traditionele stijl, veelal stillevens en boereninterieurs. Hij was lid van Arti et Amicitiae en Sint Lucas, waarmee hij geregeld exposeerde. Hij was vanaf de oprichting in 1921 ook lid van de Vereeniging Beeldende Kunstenaars Laren-Blaricum. Samen met zijn vrouw beheerde hij vanaf 1924 het kunstenaarsdepot van de vereniging. Dievenbach gaf les aan Johann Wilhelm Henke, Jan Verhoeven en Johanna Helena Viertelhausen.
Dievenbach overleed in zijn woonplaats Laren, op 73-jarige leeftijd.

## Werken (selectie)

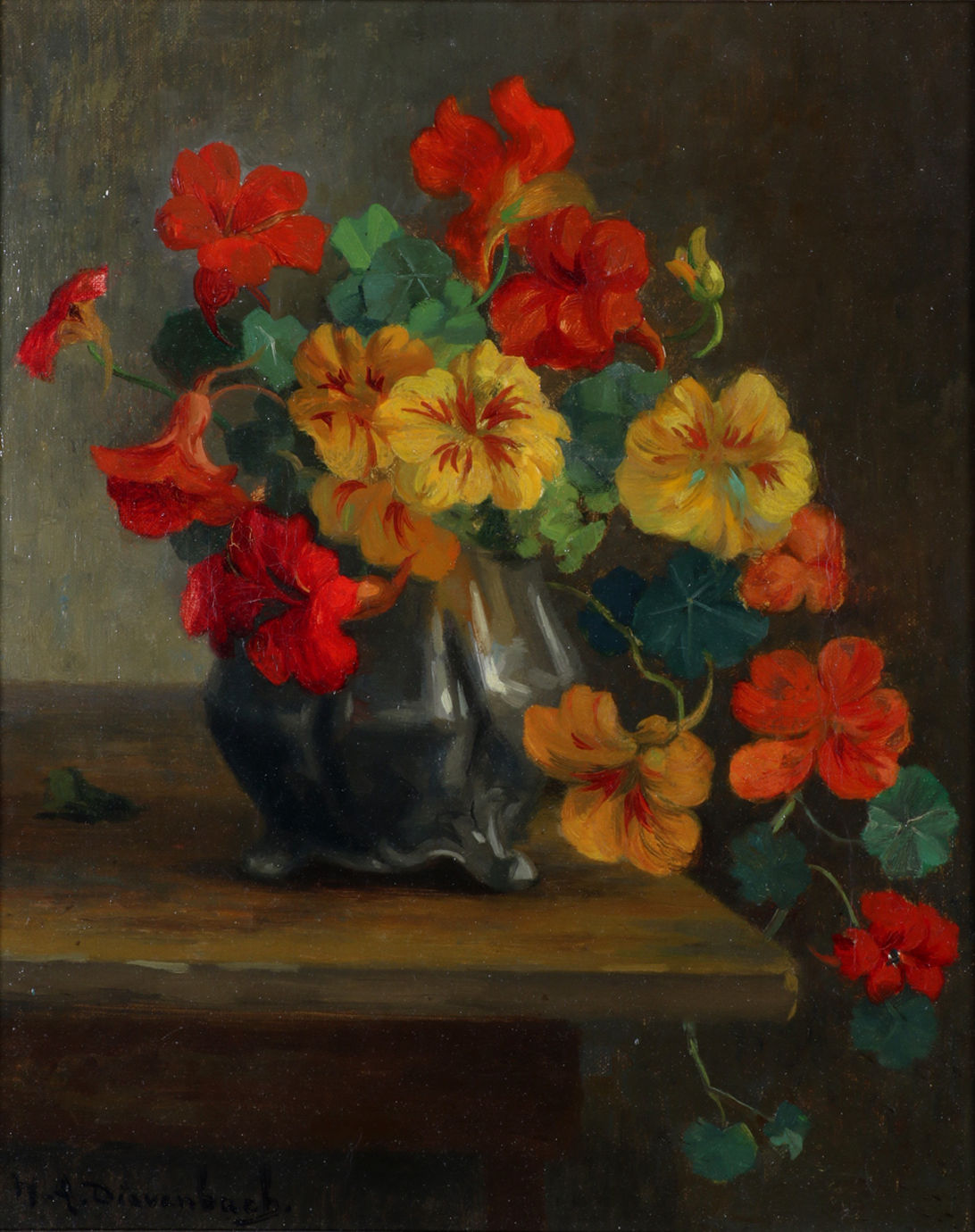
Stilleven met Oost-Indische kers
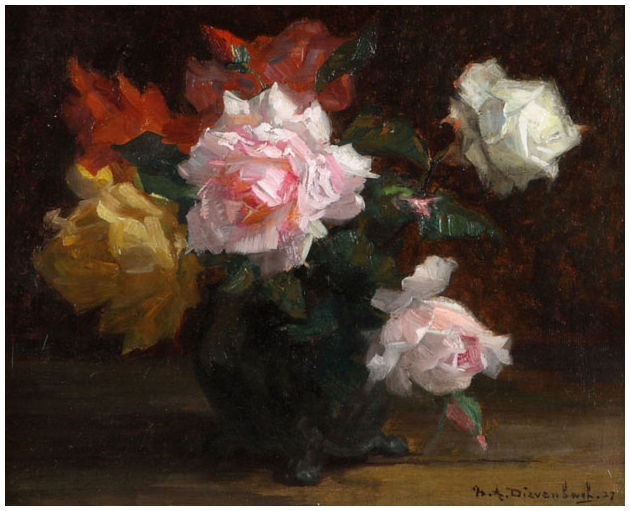
Rozen